# حافظ السعيد
حافظ بك السعيد (1843 - 1916) سياسي فلسطيني عثماني. عيّن مدير ناحية الرملة وناحية بيت لحم، ثم قائمقام طولكرم، فرئيس محكمة التجارة في يافا. وفي سنة 1908 اختير نائباً عن يافا في مجلس المبعوثان العثماني. صدر حكم بإعدامه من ديوان جمال باشا العرفي في عاليه وتوفي في السجن.